# Четырёхпалые муравьеды
Четырёхпалые муравьеды, или тама́ндуа (лат. Tamandua) — род неполнозубых млекопитающих семейства муравьедовых. Представлен двумя видами: Tamandua tetradactyla, или четырёхпалым муравьедом, и Tamandua mexicana, или мексиканским тамандуа.

## Характеристика вида
Тело четырёхпалого муравьеда имеет в длину 54—88 сантиметров, при хвосте длиной от 40 до 49 сантиметров. Общая масса — 4—5 килограммов. Голова и тело мексиканского тамандуа достигают в длину 77 сантиметров, хвост — от 40 до 67 сантиметров. Морда вытянутая и изогнутая, ротовое отверстие имеет небольшой диаметр, достаточный только для прохождения языка длиной до 40 сантиметров. Цепкий хвост у четырёхпалых муравьедов голый снизу и на конце, у мексиканских тамандуа — полностью голый, покрытый неправильной формы отметинами. У тамандуа маленькие глазки и достаточно слабое зрение, а большие стоячие уши указывают на важную роль, которую для него играет слух. На передних лапах тамандуа по четыре когтистых пальца (когти длиной до 10 сантиметров на третьем пальце), на задних — по пять.
Мех короткий, жёсткий и густой, сильно топорщится. Мексиканские тамандуа, а также четырёхпалые тамандуа в юго-восточной части их ареала, имеют ярко выраженные тёмные полосы вдоль спины, расширяющиеся к плечам и охватывающие, как жилетные рукава, передние конечности. Остальное тело светлей, от почти белого до бурого. В северной Бразилии и Венесуэле второй вид обычно однородно окрашен, более тёмный «жилет» малозаметен.
Мексиканских тамандуа отличает сильный запах, выделяемый анальной железой в случае опасности, за что они получили прозвище «лесных вонючек».

## Ареал и образ жизни
Четырёхпалый муравьед распространён в лесах Южной Америки от Венесуэлы и Тринидада на севере до северной Аргентины, южной Бразилии и Уругвая. Мексиканские тамандуа встречаются по всей Центральной Америке вплоть до юго-восточной Мексики, а также в Южной Америке к западу от Анд от Венесуэлы до севера Перу. Излюбленные места обитания тамандуа — лесные опушки и саванны на высотах до 2000 метров над уровнем моря, вблизи от ручьёв и рек, а также деревьев с большим количеством лиан и эпифитов.
Ареалы тамандуа
Четырёхпалые муравьеды ведут в основном ночной образ жизни, дневное время, по-видимому, проводя в дуплах или норах других животных. Мексиканские тамандуа могут вести как ночной, так и дневной образ жизни, их период бодрствования — восемь часов в сутки. Часто кормятся на деревьях: исследования в Венесуэле показали, что четырёхпалые муравьеды проводят на деревьях от 13 до 64 процентов времени. По земле тамандуа передвигаются довольно медленно и неуклюже, в отличие от гигантских муравьедов. Чтобы не поранить ступни острыми когтями при ходьбе, тамандуа передвигаются на внешнем ребре ступней. Когтистые передние лапы тамандуа может использовать для обороны. Если враг застигает его на дереве, тамандуа обхватывает ствол или ветку задними лапами и хвостом, а на земле прислоняется к опоре — скале или древесному стволу, — в обоих случаях освобождая передние конечности для боя. При другой защитной тактике тамандуа валятся на спину и отбиваются всеми четырьмя конечностями. Естественными врагами тамандуа являются ягуары, орлы и крупные змеи.
Максимальный зафиксированный срок жизни тамандуа в неволе — 9 с половиной лет. Самки четырёхпалого муравьеда, достигающие половой зрелости к годичному возрасту, способны к зачатию в течение всего года, хотя брачный сезон обычно приходится на осень (так же, как у мексиканских сородичей). Период беременности продолжается от 130 до 150 дней, так что единственный детёныш в помёте (изредка близнецы) появляется на свет весной. Однородно окрашенный детёныш некоторое время путешествует на спине матери.
Основной пищей тамандуа являются муравьи и термиты, которых те находят по запаху. При этом из рациона исключены виды, выделяющие для защиты едкие химические вещества. Мощными и когтистыми передними лапами тамандуа разрывают муравейники и термитники и слизывают их обитателей длинным трубчатым языком. Возможно, диету тамандуа разнообразят мёд и пчёлы, а в неволе они также могут есть мясо и плоды.

## Значение для человека
Амазонские аборигены иногда содержат четырёхпалых муравьедов для борьбы с муравьями и термитами в доме. Из хвостовых жил тамандуа делают верёвки.